# Головчиці-Кольонія
Головчиці-Кольонія (пол. Hołowczyce-Kolonia) — село в Польщі, у гміні Сарнаки Лосицького повіту Мазовецького воєводства.
Населення — 119 осіб (2011).
У 1975-1998 роках село належало до Білопідляського воєводства.

## Демографія
Демографічна структура станом на 31 березня 2011 року:
|          | Загалом | Допрацездатний вік | Працездатний вік | Постпрацездатний вік |
| -------- | ------- | ------------------ | ---------------- | -------------------- |
| Чоловіки | 57      | 7                  | 42               | 8                    |
| Жінки    | 62      | 16                 | 32               | 14                   |
| Разом    | 119     | 23                 | 74               | 22                   |